# 巴勒斯坦地區人口史
| 1世纪                                                                             | 多数 | ——       | ——       | ~2,500 |
| 4世纪                                                                             | 多数 | 少数民族 | ——       | >1世纪 |
| 5世纪                                                                             | 少数 | 多数     | ——       | >1世纪 |
| 6世纪                                                                             | 少数 | 多数     | ——       |        |
| 7世纪                                                                             | 少数 | 多数     | ——       |        |
| 8世纪                                                                             | 少数 | 多数     | 少数民族 |        |
| 9世纪                                                                             | 少数 | 多数     | 少数民族 |        |
| 10世纪                                                                            | 少数 | 多数     | 少数民族 |        |
| 11世纪                                                                            | 少数 | 多数     | 少数民族 |        |
| 12世纪末                                                                          | 少数 | 少数民族 | 多数     | >225   |
| 14世纪                                                                            | 少数 | 少数民族 | 多数     | 150    |
| 1533–1539                                                                         | 5    | 6        | 145      | 157    |
| 1690–1691                                                                         | 2    | 11       | 219      | 232    |
| 1800                                                                              | 7    | 22       | 246      | 275    |
| 1890年                                                                            | 43   | 57       | 432      | 532    |
| 1914年                                                                            | 94   | 70       | 525      | 689    |
| 1922年                                                                            | 84   | 71       | 589      | 752    |
| 1931年                                                                            | 175  | 89       | 760      | 1,033  |
| 1947年                                                                            | 630  | 143      | 1,181    | 1,970  |
| 通过估算塞尔吉奥·德拉佩尔戈拉（2001年），基於Bachi的研究（1975年）。 單位1000人。 |      |          |          |        |

巴勒斯坦人口史是指巴勒斯坦地区從古至今的人口狀況研究。古巴勒斯坦地區的範圍大致对应于现代以色列政府和巴勒斯坦政府的領土，包含耶路撒冷、撒馬利亞、約旦河西岸等地區。

## 铁器时代
迦南人是巴勒斯坦地區早期的居民，隨後猶太人來此定居，建立了以色列王國，後來又分裂為猶大王國和以色列王國。迦南人可能溶入了其他民族，現代90%黎巴嫩人的DNA來自迦南人。

希伯来大学的考古學家意加爾．席洛（Yigal Shiloh）的研究表明，铁器时代的巴勒斯坦最多不会超过100万人。席洛採用以色列考古学家梅根·布洛希（Magen Broshi）估计的數值，第二圣殿时期（公元前530年至公元70年）巴勒斯坦的人口約為100萬-125萬人。考慮到人口增長，可以推測以色列在鐵器時代的人口肯定更少。
根據一项研究，猶大王國與以色列王國犹太人的平均人口自然成長率約為0.4%。 

## 波斯統治时期
| 地區 | Carter | Lipschits | Finkelstein |
| --- | ------ | --------- | ----------- |
| 便雅憫 | 7625   | 12,500    | ——          |
| 耶路撒冷（及周边地区） | 1500   | 2750      | 400         |
| 北朱迪亚山 | 8850   | 9750      | ——          |
| 南朱迪亚山 | 2150   | ——        | ——          |
| 谢非拉 | ——     | 4875      | ——          |
| 朱迪亚沙漠/东部地带 | 525    | 250       | ——          |
| 全部的 | 20,650 | 30,125    | 12,000      |
| Lipshits 的数据来自The Fall and Rise of Jerusalem: Judah under Babylonian Rule, Carter 来自The Emergence of Yehud in the Persian Period的数据，Finkelstein 来自The Territorial Extent and Demography of Yehud/Judea 的数据 |        |           |             |

猶太人建立的國家被新巴比倫王國的尼布甲尼撒二世征服，大批猶太人被擄走，直到公元前539年波斯阿契美尼德王朝滅新巴比倫後，猶太人才得以返回巴勒斯坦地區，在錫安重新定居，史稱「巴比倫囚虜」。這個事件也许加強了猶太人的民族认同感。
巴比伦征服后到波斯的統治期間，耶路撒冷、谢非拉（the Shephelah）和内盖夫的人口明顯减少，犹大北部和便雅憫的人口增長则和過去保持連貫。腓尼基人在沿海地區的活動範圍擴大，而西约旦的人口結構隨著摩押和亚扪难民的流入產生变化。犹地亚南部的人口結構則因為以东人的定居發生獨立的（substantive）变化。

## 希腊和哈斯蒙尼王朝时期
公元前330年希臘的亚历山大大帝征服阿契美尼德帝國，巴勒斯坦地區成為亞歷山大帝國的一部份，隨後又被托勒密埃及和塞琉古帝國統治。公元前160年，猶太人發動马加比起义反抗他們不斷被希臘文化滲透。
塞琉古統治期間，猶太人成立半獨立的哈斯蒙尼王朝。哈斯蒙尼王朝結束時，除了嚴格本地化的希臘多神教信仰中心以及撒瑪利亞人占主導地位的撒瑪利亞飛地，其他地方的猶太人佔人口優勢。 

## 罗马和拜占庭时期
公元前63年，由於內戰，羅馬趁機控制了哈斯蒙尼王國。罗马占领時期，犹太人不再有獨立的政府，哈斯蒙尼王朝衰亡，大希律王作為羅馬附庸統治巴勒斯坦，基督教兴起，發生兩次犹太-罗马战争，造成耶路撒冷陷落和第二圣殿被摧毀。公元476年，西羅馬帝國滅亡，東羅馬帝國（也被稱為拜占庭）繼續統治巴勒斯坦地區直到穆斯林入侵。
现代各個學者對羅馬與拜占庭時期的巴勒斯坦地區人口有不相同的估計。阿普尔鲍姆（Applebaum）认为希律王国境內有150万犹太人，但本·大卫（Ben David）说这个数字只涵蓋犹地亚地區。薩洛·W.·巴倫則估計罗马皇帝克劳狄斯（41-54在位）时的人口有230万，而以色列考古学家梅根·布罗希 (Magen Broshi) 称古代巴勒斯坦的人口不會超过100万： 
“……古代巴勒斯坦的人口不超过一百万人。此外还可以证明，人口在高峰时期才接近這樣子的規模——（高峰期）約在拜占庭晚期，公元600年左右。”

布洛希根据巴勒斯坦的粮食生产能力及當地饮食使用的原料量进行计算，假设當時的糧食人均年消费量为200～250公斤，得出的結果就是當地可持續負荷的人口數目最多只有1,000,000人。布洛希還指出，这个数字在拜占庭时期（公元600 年）末期大致保持不变。 犹太人与外邦人各占的人口比例則不得而知。 
公元70年之后（罗马晚期），三个事件导致犹太人口的優勢地位发生了变化。
首先是基督教的兴起。
第二个涉及犹太人流散，这首先是由一系列從公元66年开始的猶太人反抗事件所引起的，导致第二圣殿和耶路撒冷在公元70年被毁，犹太人被驱逐出耶路撒冷。根據弗拉維奧·約瑟夫斯說法，現代拉比猶太教的先驅法利赛人當時的总人口约为6,000人。 随着大量當地的猶太人因為羅馬人禁止他們住在耶路撒冷城而流離失所，猶太教拉比们開始聚集在雅法附近的亚夫內的地中海沿岸。
西元1世紀的反抗之后，公元132年發生針對羅馬皇帝哈德良的叛乱——巴爾科赫巴起義。 ，造成了巴勒斯坦人口產生重大转变。卡希烏斯．狄奧的著作指出破坏的规模和范围非常巨大，罗马在當地的軍事行动导致约580,000名犹太人死亡，还有更多人死于饥饿和疾病，而50个最重要的前哨基地和985个最著名的村庄被夷为平地。 犹太社群嚴重受創，之後的一千八百五十年內不再主導巴勒斯坦地區。
可能有一些猶太人因為羅馬的鎮壓而分散到罗马帝国其他地區。然而，不是所有以色列外的猶太定居點都起源自巴爾科赫巴起義。例如可回溯到公元前4年的波佐利定居點，可以追溯到羅馬入侵巴勒斯坦地區前，便是起源于猶太人的自愿移民、贸易和商业的诱因。 
尽管在羅馬的鎮壓之后，许多犹太人被杀害、驱逐或成為奴隶，但可以確定之後巴勒斯坦地區還是没有完全失去犹太人的組成元素。戈德布拉特（Goldblatt）認為犹太人可能在公元3世纪甚至更久之后仍然占當地人口的多数，因為猶太基督徒不會參與叛亂。巴爾科赫巴起义時，由猶太教皈依基督教的信徒并未受到太多針對。 
第三个事件是312年君士坦丁大帝皈依基督教和391年基督教成為羅馬帝國國教。 3世纪中叶的記錄稱犹太人多數已经消失，而現代學者则推論大多數猶太人其實仍然持續存在，只是改宗了——“似乎有不同的变化明顯發生——基督徒的擴散和异教徒的皈依，最終撒玛利亚人和犹太人占了（當時）基督徒的多数”。 
巴爾科赫巴起義之后至穆斯林的征服之前，由于历史记录稀少，基督教时代巴勒斯坦的各個人口统计数据差异很大 且不可靠，所以我們至今仍然不了解當時巴勒斯坦地區人口的狀況。
3至7世纪，巴勒斯坦地區人口最多的時代可能發生於拜占庭时期。大多数学者认为，犹太人的人口比例在3至7世紀中下降了，与任何特定的外來移民无关，并且历史学家尚未取得關於猶太人確切於何時失去優勢地位的共識。例如阿維·約納（Avi-Yonah）通过计算定居点，估计犹太人在3世纪末占加利利人口的一半，並且佔了该国其他地区人口的四分之一，但在西元614年之前已下降到总人口的10-15%。另一方面察富（Tsafir）通过计算教堂和犹太教堂，估计拜占庭时期的犹太人比例为25%。史坦伯格（Stemberger）认为犹太人仍舊是4世纪初最大的人口群体，异教徒人口次之。史奇夫曼（Schiffman）估计基督徒仅在5世纪初才成为该国人口的大多数，德拉·佩爾戈拉則估计進入5世纪時基督徒已經占多数，犹太人則為少数。

## 中世纪
根据阿米太和艾倫布魯姆（Ellenblum）的说法，巴勒斯坦地區的伊斯兰化始于早期伊斯兰时期（公元640-1099年），但在耶路撒冷王國統治時期（公元1099－1187年）被停止甚至被逆转了。在1187年开始的穆斯林重新征服以及阿尤布王朝和馬木留克蘇丹國統治部分巴勒斯坦地區之後，伊斯兰化的进程似乎有所加速。1516年鄂圖曼帝國崛起時，人们普遍认为很可能當時當地的穆斯林人口比例便與19世纪中叶一樣多。 
公元629年，巴勒斯坦地區被阿拉伯人从汉志地區入侵。到公元635年，除耶路撒冷和凯撒利亚外，巴勒斯坦、约旦和叙利亚南部都被穆斯林征服，耶路撒冷于637年投降。拜占庭結束統治巴勒斯坦地区時，當地基督徒占多数，由皈依和各种迁徙造成。
不同于拜占庭时期犹太人和撒玛利亚人被迫皈依基督教，利維-魯賓（Levy-Rubin）主張在阿拉伯帝國早期（倭马亚王朝和阿拔斯王朝）當地人很少皈依伊斯蘭教。–「直到现代，穆斯林在撒马利亚的存在仅是阿拉伯穆斯林移民到该地区的结果。......这些穆斯林人口只有一小部分起源于（本地的）撒马利亚人口，他们在伊斯蘭教早期皈依主要是由於因異教徒身分而經濟困難，这是我們到目前為止所掌握關於穆斯林早期阶段巴勒斯坦（本地）人口集體改宗伊斯蘭的唯一證據。」 . 
黎凡特的阿拉伯化有部分原因是因為當地移入使用阿拉伯语並信奉伊斯兰教的新居民。
“很少有阿拉伯人是土地上的定居生产者，他们鄙视这种活动；少数是大地主，他们利用当地佃农耕种他们的庄园，但总的来说，他们是游牧部落、士兵和官员。他们都靠吉兹亚（或投票税）和被占領地區人民支付的kharaj（或土地税），以换取保护他们的生命和财产以及信奉自己宗教的权利。由于吉茲亞和kharaj只能對非穆斯林收取，阿拉伯人对（使大眾）皈依伊斯兰教几乎没有兴趣，这也是叙利亚、巴勒斯坦和埃及在未来几个世纪内仍以基督教占多数的原因。” 

## 鄂圖曼早期
| 年分                         | 年分   | 人口    | 人口   | 人口   | 人口    |
| ---------------------------- | ------ | ------- | ------ | ------ | ------- |
|                              | 鄂圖曼 | 穆斯林  | 猶太人 | 基督徒 | 總人數  |
| 1850-1851                    | 1267   | 300,000 | 13,000 | 27,000 | 340,000 |
| 1860-1861                    | 1277   | 325,000 | 13,000 | 31,000 | 369,000 |
| 1877-1878                    | 1295   | 386,320 | 13,942 | 40,588 | 440,850 |
| 1878-1879                    | 1296   | 390,597 | 14,197 | 41,331 | 446,125 |
| 1879-1880                    | 1297   | 394,935 | 14,460 | 42,089 | 451,484 |
| 1880-1881                    | 1298   | 399,334 | 14,731 | 42,864 | 456,929 |
| 1881-1882                    | 1299   | 403,795 | 15,011 | 43,659 | 462,465 |
| 1882-1883                    | 1300   | 408,318 | 15,300 | 44,471 | 468,089 |
| 1883-1884                    | 1301   | 412,906 | 15,599 | 45,302 | 473,807 |
| 1884-1885                    | 1302   | 417,560 | 15,908 | 46,152 | 479,620 |
| 1885-1886                    | 1303   | 422,280 | 16,228 | 47,022 | 485,530 |
| 1886-1887                    | 1304   | 427,068 | 16,556 | 47,912 | 491,536 |
| 1887-1888                    | 1305   | 431,925 | 16,897 | 48,823 | 497,645 |
| 1888-1889                    | 1306   | 436,854 | 17,249 | 49,756 | 503,859 |
| 1889-1890                    | 1307   | 441,267 | 17,614 | 51,065 | 509,946 |
| 1890-1891                    | 1308   | 445,728 | 17,991 | 52,412 | 516,131 |
| 1891-1892                    | 1309   | 450,239 | 18,380 | 53,792 | 522,411 |
| 1892-1893                    | 1310   | 454,799 | 18,782 | 55,212 | 528,793 |
| 1893-1894                    | 1311   | 459,410 | 19,198 | 56,670 | 535,278 |
| 1894-1895                    | 1312   | 464,550 | 19,649 | 57,815 | 542,014 |
| 1895-1896                    | 1313   | 469,750 | 20,117 | 58,987 | 548,854 |
| 1896-1897                    | 1314   | 475,261 | 20,780 | 59,903 | 555,944 |
| 1897-1898                    | 1315   | 480,843 | 21,466 | 60,834 | 563,143 |
| 1898-1899                    | 1316   | 486,850 | 22,173 | 61,810 | 570,833 |
| 1899-1900                    | 1317   | 492,940 | 22,905 | 62,801 | 578,646 |
| 1900-1901                    | 1318   | 499,110 | 23,662 | 63,809 | 586,581 |
| 1901-1902                    | 1319   | 505,364 | 24,446 | 64,832 | 594,642 |
| 1902-1903                    | 1320   | 511,702 | 25,257 | 65,872 | 602,831 |
| 1903-1904                    | 1321   | 518,126 | 26,096 | 66,928 | 611,150 |
| 1904-1905                    | 1322   | 524,637 | 26,965 | 68,002 | 619,604 |
| 1905-1906                    | 1323   | 531,236 | 27,862 | 69,092 | 628,190 |
| 1906-1907                    | 1324   | 537,925 | 28,791 | 70,201 | 636,917 |
| 1907-1908                    | 1325   | 544,704 | 29,753 | 71,327 | 645,784 |
| 1908-1909                    | 1326   | 551,576 | 30,749 | 72,471 | 654,796 |
| 1909-1910                    | 1327   | 558,541 | 31,778 | 73,633 | 663,952 |
| 1910-1911                    | 1328   | 565,601 | 32,843 | 74,815 | 673,259 |
| 1910-1911                    | 1329   | 572,758 | 33,946 | 76,015 | 682,719 |
| 1911-1912                    | 1330   | 580,012 | 35,087 | 77,235 | 692,334 |
| 1912-1913                    | 1331   | 587,366 | 36,267 | 78,474 | 702,107 |
| 1913-1914                    | 1332   | 594,820 | 37,489 | 79,734 | 712,043 |
| 1914-1915                    | 1333   | 602,377 | 38,754 | 81,012 | 722,143 |
| 數據來自麥卡錫, 1990, p. 10. |        |         |        |        |         |

伯纳德·刘易斯研究鄂圖曼帝国早期巴勒斯坦地區的登记册的大量细节，推論在鄂圖曼帝国统治的第一個世纪（即1550年）经济生活的整体情况： 
......可以推論该时期在大约300,000人的总人口中，五分之一到四分之一居住在耶路撒冷、加沙、萨法德、纳布卢斯、拉姆勒和希伯伦六个城镇。其余的主要是农民，生活在大小不一的村庄並从事农业。他们的主要粮食作物依次是小麦和大麦，辅以豆类、橄榄、水果和蔬菜。在大多数城镇及其周围，有相当多的葡萄园、果园和菜园。

## 奥斯曼帝国晚期
| 鄂圖曼時期各地區人口                            | 鄂圖曼時期各地區人口 | 鄂圖曼時期各地區人口 | 鄂圖曼時期各地區人口 | 鄂圖曼時期各地區人口 | 鄂圖曼時期各地區人口 | 鄂圖曼時期各地區人口 |
|                                                 | 地區                 | 聚落數量             | 家庭數量             | 家庭數量             | 家庭數量             | 家庭數量             |
| 穆斯林                                          | 地區                 | 聚落數量             | 基督徒               | 猶太人               | 總人數               |                      |
| ----------------------------------------------- | -------------------- | -------------------- | -------------------- | -------------------- | -------------------- | -------------------- |
| 1                                               | 耶路撒冷             |                      |                      |                      |                      |                      |
|                                                 | 耶路撒冷             | 1                    | 1,025                | 738                  | 630                  | 2,393                |
|                                                 | 鄉下                 | 116                  | 6,118                | 1,202                | -                    | 7,320                |
| 2                                               | 希伯倫               |                      |                      |                      |                      |                      |
|                                                 | 希伯倫               | 1                    | 2,800                | -                    | 200                  | 3,000                |
|                                                 | 鄉下                 | 52                   | 2,820                | -                    | -                    | 2,820                |
| 3                                               | 加薩                 |                      |                      |                      |                      |                      |
|                                                 | 加薩                 | 1                    | 2,690                | 65                   | -                    | 2,755                |
|                                                 | 鄉下                 | 55                   | 6,417                | -                    | -                    | 6,417                |
| 3                                               | 雅法                 |                      |                      |                      |                      |                      |
|                                                 | 雅法                 | 3                    | 865                  | 266                  | -                    | 1,131                |
|                                                 | 盧德（Ludd）         | .                    | 700                  | 207                  | -                    | 907                  |
|                                                 | 拉姆拉               | .                    | 675                  | 250                  | -                    | 925                  |
|                                                 | 鄉下                 | 61                   | 3,439                | -                    | -                    | 3,439                |
| 4                                               | 那不勒斯             |                      |                      |                      |                      |                      |
|                                                 | 那不勒斯             | 1                    | 1,356                | 108                  | 14                   | 1,478                |
|                                                 | 鄉下                 | 176                  | 13,022               | 202                  | -                    | 13,224               |
| 5                                               | 伊寧（Jinin）        |                      |                      |                      |                      |                      |
|                                                 | 伊寧（Jinin）        | 1                    | 656                  | 16                   | -                    | 672                  |
|                                                 | 鄉下                 | 39                   | 2,120                | 17                   | -                    | 2,137                |
| 6                                               | 阿卡（Akka）         |                      |                      |                      |                      |                      |
|                                                 | 阿卡（Akka）         | 1                    | 547                  | 210                  | 6                    | 763                  |
|                                                 | 鄉下                 | 34                   | 1,768                | 1,021                | -                    | 2,789                |
| 7                                               | 海法                 |                      |                      |                      |                      |                      |
|                                                 | 海法                 | 1                    | 224                  | 228                  | 8                    | 460                  |
|                                                 | 鄉下                 | 41                   | 2,011                | 161                  | -                    | 2,171                |
| 8                                               | 拿撒勒               |                      |                      |                      |                      |                      |
|                                                 | 拿撒勒               | 1                    | 275                  | 1,073                | -                    | 1,348                |
|                                                 | 鄉下                 | 38                   | 1,606                | 544                  | -                    | 2,150                |
| 9                                               | 提比里亞             |                      |                      |                      |                      |                      |
|                                                 | 提比里亞             | 1                    | 159                  | 66                   | 400                  | 625                  |
|                                                 | 鄉下                 | 7                    | 507                  | -                    | -                    | 507                  |
| 10                                              | 薩法德               |                      |                      |                      |                      |                      |
|                                                 | 薩法德               | 1                    | 1,295                | 3                    | 1,197                | 2,495                |
|                                                 | 鄉下                 | 38                   | 1,117                | 616                  | -                    | 1,733                |
| Figures from Ben-Arieh, in Scholch 1985, p.388. |                      |                      |                      |                      |                      |                      |

19世纪后期，在錫安主義兴起之前，一般認為犹太人占巴勒斯坦人口的2%到5%，确切的人數尚不清楚。 
1878年的奥斯曼人口普查显示了最接近以下三个后来成为巴勒斯坦託管地的地區的人口统计数据，即耶路撒冷的桑賈克（Mutasarrifate）、納布盧斯桑賈克（Nablus Sanjak）和阿瑟雷桑賈克（Acre Sanjak） 。 此外，一些学者估计此时约有5,000-10,000名在外国出生的犹太人： 
| 社群               | 人口                | 百分比 |
| ------------------ | ------------------- | ------ |
| 穆斯林公民         | 403,795             | 86-87% |
| 基督徒公民         | 43,659              | 9%     |
| 犹太公民           | 15,011              | 3%     |
| 犹太人（外国出生） | 美东时间。 5-10,000 | 1-2%   |
| 總人口             | 高达 472,465        | 100.0  |

根据亞歷山大．史高奇（Alexander Scholch )的說法，1850年的巴勒斯坦约有350,000名居民，其中30%居住在13个城镇；大约85%是穆斯林，11%是基督徒，4%是犹太人。 
根据賈斯汀·麥卡錫（Justin McCarthy）研究的奥斯曼帝国统计，19世纪初巴勒斯坦人口为35万，1860年为41.1万，1900年约为60万，其中94%是阿拉伯人。1914年，巴勒斯坦有657,000名阿拉伯穆斯林、81,000名基督教阿拉伯人和59,000名犹太人。 麦卡锡估计巴勒斯坦在1882年的非猶太人口有452,789人，1914年有737,389人，1922年有725,507人，1931年有,880,746人和1946年共1,339,763人 
穆塔茲·M·卡菲雪（Mutaz M. Qafisheh）博士說，在1922年英国托管之前拥有奥斯曼帝国公民身份的人数刚刚超过729,873人，其中7,143人是犹太人。 卡菲雪使用1946年巴勒斯坦的人口調查和移民统计数据以及1922年9月有37,997人获得临时巴勒斯坦入籍证书以便在立法选举中投票这件事计算了这一点， 其中有100個犹太人。 

## 英国托管时代

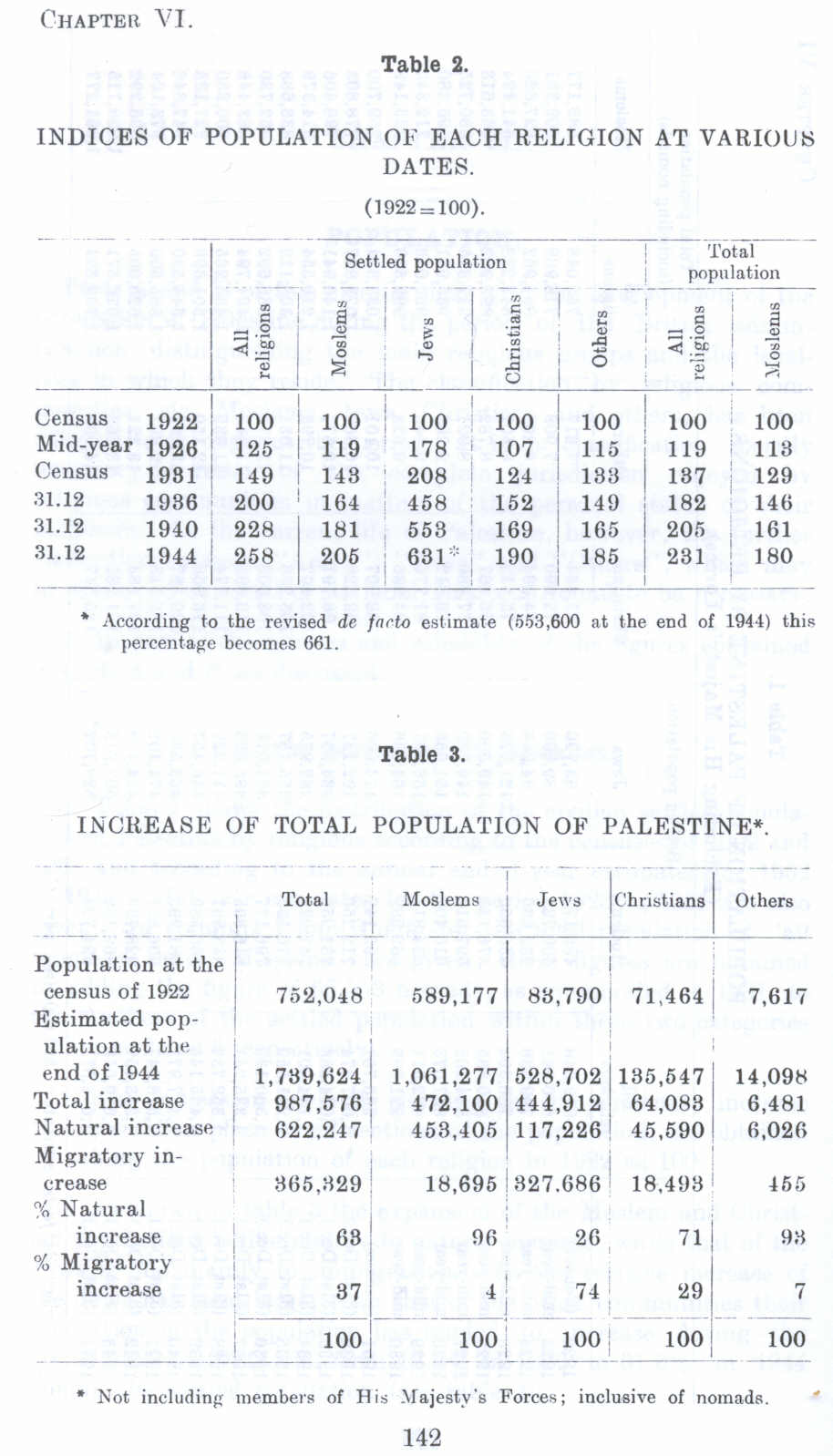
对巴勒斯坦的调查，显示了 1922 年至 1944 年间的人口增长

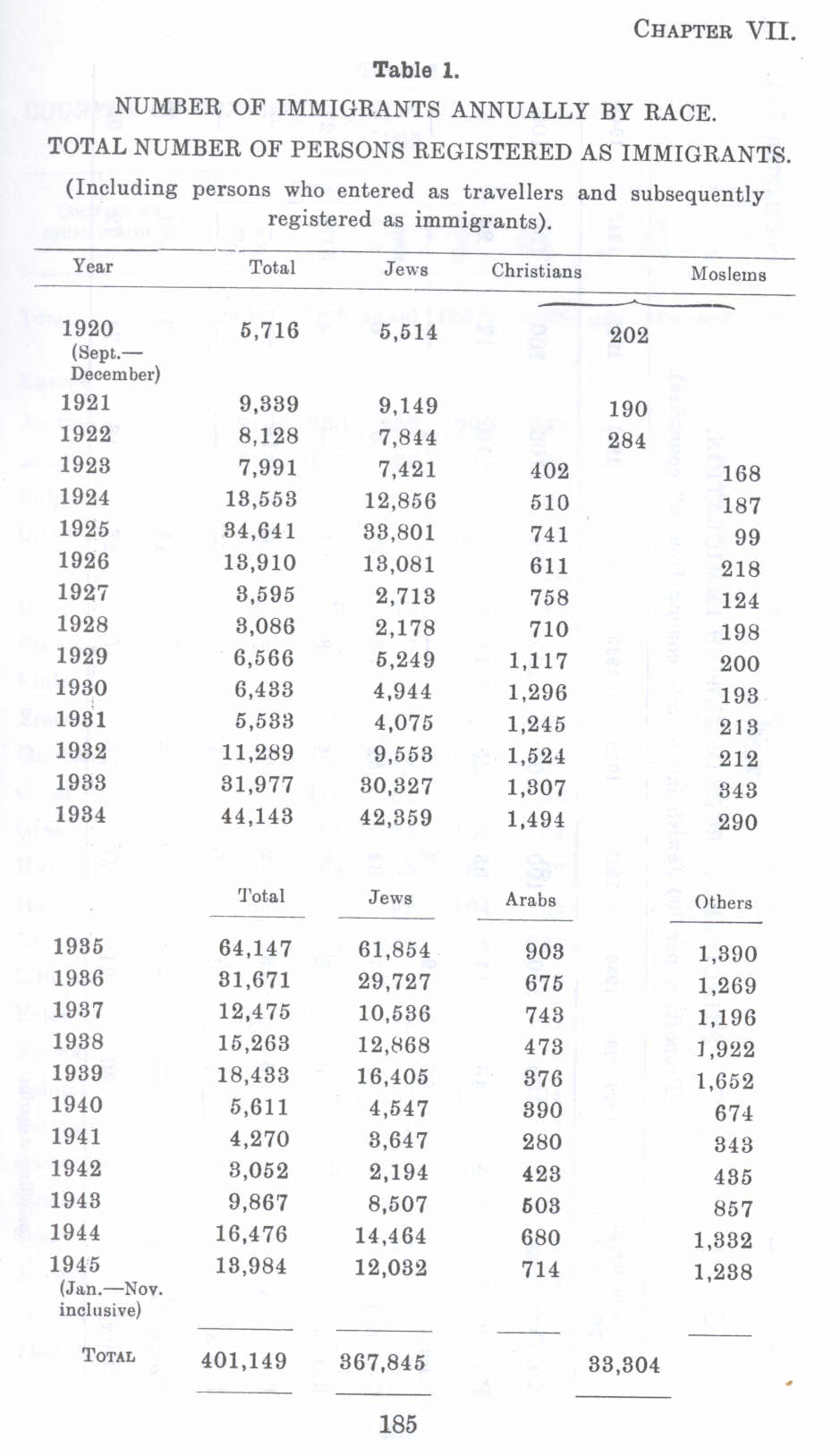
巴勒斯坦调查，显示 1922 年至 1944 年间的移民

根據1920年英国政府的《关于巴勒斯坦的民政管理》中期报告，巴勒斯坦地區當時的人口不到70萬：
现在整个巴勒斯坦只有不到70万人，比基督时代仅加利利一省的人口還少得多，其中235,000人住在较大的城镇，465,000人住在较小的城镇和村庄。五分之四的總人口是穆斯林，其中一小部分是阿拉伯贝都因人，其余的人虽然使用阿拉伯语并被称为阿拉伯人，但主要是混血儿。人口中约有77,000人是基督徒，大多数屬於东正教，讲阿拉伯语，少数人是拉丁或联合希腊禮天主教会（the Uniate Greek Catholic Church）的成员或者新教徒。人口中有76,000名犹太人，在过去40年里，几乎所有人都进入了巴勒斯坦。在1850年之前，该国只有少数犹太人，在接下来的30年里，数百人来到巴勒斯坦，其中大多数人都被宗教动机的激励，来到圣地祈祷、死去、埋葬在它的土壤中。四十年前在俄罗斯的迫害之后，更大比例的犹太人向巴勒斯坦移動。他們建立了犹太农业殖民地，发展了橘子文化，并重视雅法橘子贸易；他们种植葡萄，生产和出口葡萄酒；他们排干了沼泽；他们种植桉树；他们用现代方法实践了农业的所有过程。目前，这些定居点有64个，大小不一，人口约15,000人。 
到1948年，人口增加到1,900,000人，其中68%是阿拉伯人，32%是犹太人（ UNSCOP报告，包括贝都因人）。
巴勒斯坦錫安主義执行委员会于1927年4月出版了关于犹太农业的报告和一般摘要：

　人口普查對象:
　(p 85) 人口統計學：列舉生活在農業和半農業社區的所有猶太居民。
　(第 86 頁) 定居點數量：共列舉了130個地點。如果我們將大型定居點和鄰近地區視為一個地理單元，那麼我們可以將這些地點分為101個農業定居點、3個半農業區（Affule、Shekhunath Borukhov和Neve Yaaqov）和12個分散在全國各地的農場。此外，4月份還有少數地方因技術問題沒有列舉。（Peqiin、Meiron、Mizpa和Zikhron David，總共有100人）。
　在這些農業定居點中，32個位於猶太，12個位於沙龙平原，32個位於耶斯里爾（Jesreel）平原，16個位於下加利利，9個位於上加利利。它們中的大多數人口都很少——大約有一半的定居點每個居住者不到100人。在42個定居點中，有100至500人，只有5個定居點的人口超過1,000。即：
| 定居點          | 人數  |
| --------------- | ----- |
| Pethah Tiqva    | 6,631 |
| Rishon le-Ziyon | 2,143 |
| Rehovoth        | 1,689 |
| Hadera          | 1,378 |
| Zihron Yaaqov   | 1,260 |
|  |
(p 86) 居民人數：生活在農業和半農業場所的總人口為 30,500。

在巴勒斯坦的居住時間：
|           | 男性   | 女性   |
| --------- | ------ | ------ |
| 1天～10年 | 3,298  | 3,188  |
| 11年~20年 | 3,059  | 2,597  |
| 21年~30年 | 5,743  | 4,100  |
| 31年~40年 | 1,821  | 1,411  |
| 41年~50年 | 1,011  | 0,922  |
| 超過50年  | 1,763  | 1,587  |
| 總人數    | 16,695 | 13,805 |

　(p 87&p 98)戰前人口為9,473人，略低於現在人口的三分之一，其餘為戰後移民。 自1924年以來，大約有10,000人定居，因為所謂的中產階級移民。
| 居住時間（年） | 成年 男性 | 成年 女性 | 兒童 | 總人數 |
| -------------- | --------- | --------- | ---- | ------ |
| 1              | 1504      | 1118      | 1746 | 4368   |
| 2              | 2406      | 2020      | 1575 | 6001   |
| 3              | 1311      | 913       | 1133 | 3357   |
| 4              | 695       | 556       | 720  | 1971   |
| 5              | 682       | 454       | 513  | 1649   |
| 6              | 856       | 403       | 390  | 1649   |
| 7              | 682       | 277       | 379  | 1358   |
| 8              | 139       | 45        | 261  | 445    |
| 9              | 39        | 10        | 200  | 249    |
| 10-13          | 237       | 218       | 893  | 1348   |
| 14-20          | 1882      | 1630      | 216  | 3728   |
| 21-29          | 864       | 800       | -    | 1664   |
| Over 30        | 836       | 930       | -    | 1766   |
| Unspecified    | 336       | 281       | 350  | 967    |
| Total          | 12469     | 9655      | 8376 | 30500  |

## 晚期阿拉伯和穆斯林移民

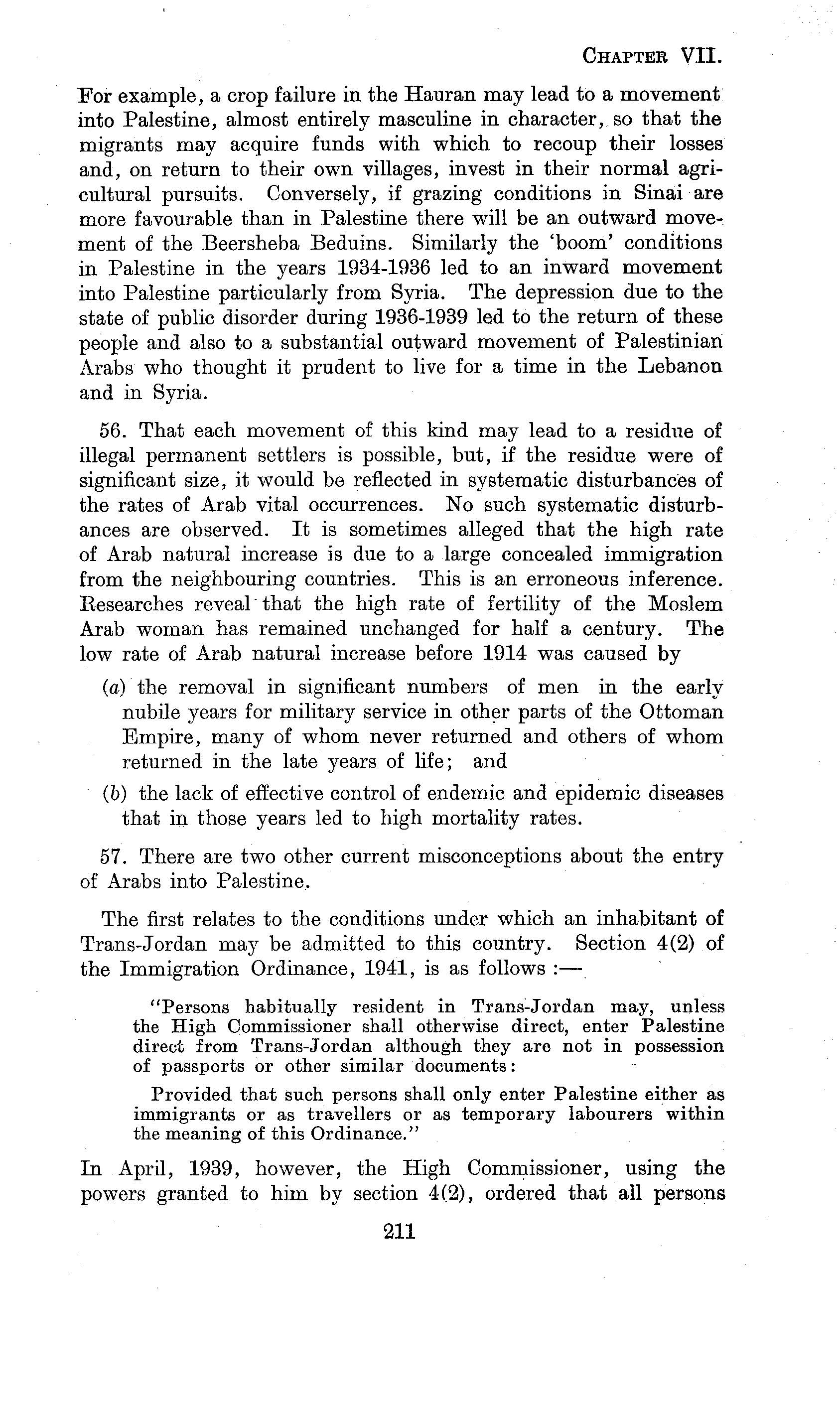
1946 年英国政府在巴勒斯坦的“巴勒斯坦调查”，评论对阿拉伯非法移民的误解

在19世纪和20世纪，尤其是在19世纪后期錫安主義出現之后，巴勒斯坦阿拉伯人有多少來自19世紀的移民後裔已经成為爭議。巴勒斯坦的阿拉伯人口在英国托管时期翻了一倍，从1922年的670,000人增加到1948年的超过120万人，其中自然增加和移民的比例各有多少一直存在争论。估计阿拉伯人在此期间移民到巴勒斯坦的人數的各個研究結果並不相同。

### 1800–1918鄂圖曼帝国时期
至少可確定在鄂圖曼帝國統治時期，便有来自南部和东部的贝都因部落及埃及的农民（fellahins）移民至巴勒斯坦地區。定居内盖夫地区的贝都因人从7世纪以來便大幅增加，埃及農民則主要定居於加薩附近地区，并得到贝都因人的保护以换取货物。贝都因人从为他们工作的苏丹那裏得到非洲奴隶（abid）。
18世纪末甚至更早，有几波埃及移民为了逃避飢荒、干旱、瘟疫、政府压迫、税收和征兵等灾害而到来，尽管许多巴勒斯坦阿拉伯人也移居埃及，但從埃及移民到巴勒斯坦的人数更多。19世纪，大量埃及人逃往巴勒斯坦以逃避穆罕默德·阿里帕夏在尼罗河三角洲的征兵和强迫劳动，在第一次埃及-鄂圖曼戰爭（1831–1833）後，埃及政府佔領了巴勒斯坦，更多的埃及人被带到巴勒斯坦進行强迫劳动。第二次埃及-鄂圖曼戰爭（1839–1841）结束后，埃及在巴勒斯坦的统治终止，大量埃及士兵在军队从巴勒斯坦撤退時逃兵並留下。這些埃及移民主要定居在雅法、沿海平原、撒马利亚和瓦迪阿拉（Wadi Ara）。南部平原有19个村庄有埃及人口，而雅法大约有500个埃及家庭，人數超过2000人，埃及移民最密集的农村集中在沙龙地区。 据大卫·格罗斯曼（David Grossman）统计，1829年至1841年间埃及移民到巴勒斯坦的人数超过15000人，估计至少有23000人，甚至可能高达30000人。
1860年，大量来自阿尔及利亚的摩尔人和少数库尔德人移民到采法特。班尼萨赫尔部落（Beni Sakhr）大约有6,000名阿拉伯人从現在的约旦移民到巴勒斯坦，在提比里亚定居。此外，相当多的土耳其人在巴勒斯坦驻军並定居在那里。 
1878年，在奥匈帝国占领波士尼亚與赫塞哥維納之后，许多担心生活在基督教统治下的波士尼亚穆斯林移民到鄂圖曼帝国仍然控制的地區，很多人去了巴勒斯坦，其中又有很大一部份以布什納克（Bushnak）為姓氏。在接下来的几十年里，波斯尼亚穆斯林一直持續移民，并在1908年奥匈帝国正式吞并波士尼亚后增加。直到今天，布什纳克仍然是波士尼亚裔巴勒斯坦人的常见姓氏。
1900年左右，为了减少摩擦并稳定贝都因部落之间的疆界，鄂圖曼帝国在贝尔谢巴建立了一个行政中心，这是繼纳巴泰和拜占庭时代之後内盖夫的第一个计划定居点。  20世纪初，希伯倫的大部分人口是15、16世纪从外约旦迁移到巴勒斯坦的贝都因人后裔。
人口统计学家烏吉爾．史戈穆爾茲（Uziel Schmelz）在分析1905年鄂圖曼帝国登记的耶路撒冷和希伯倫的卡萨人口的数据时发现，居住在这些地区的大多数鄂圖曼公民（约占巴勒斯坦人口的四分之一）都繼續居住在他们的出生地：穆斯林有93.1%出生在他们目前的居住地，5.2%出生在巴勒斯坦其他地方，1.6%出生在巴勒斯坦以外的地區；基督徒有93.4%出生在现居住地，3.0%出生在巴勒斯坦內的其他地方，3.6%出生在巴勒斯坦以外；犹太人（不包括海外猶太人）中，59.0%出生在现居住地，1.9%出生在巴勒斯坦其他地方，39.0%出生在巴勒斯坦以外。 

### 1919–1948 英国托管时期

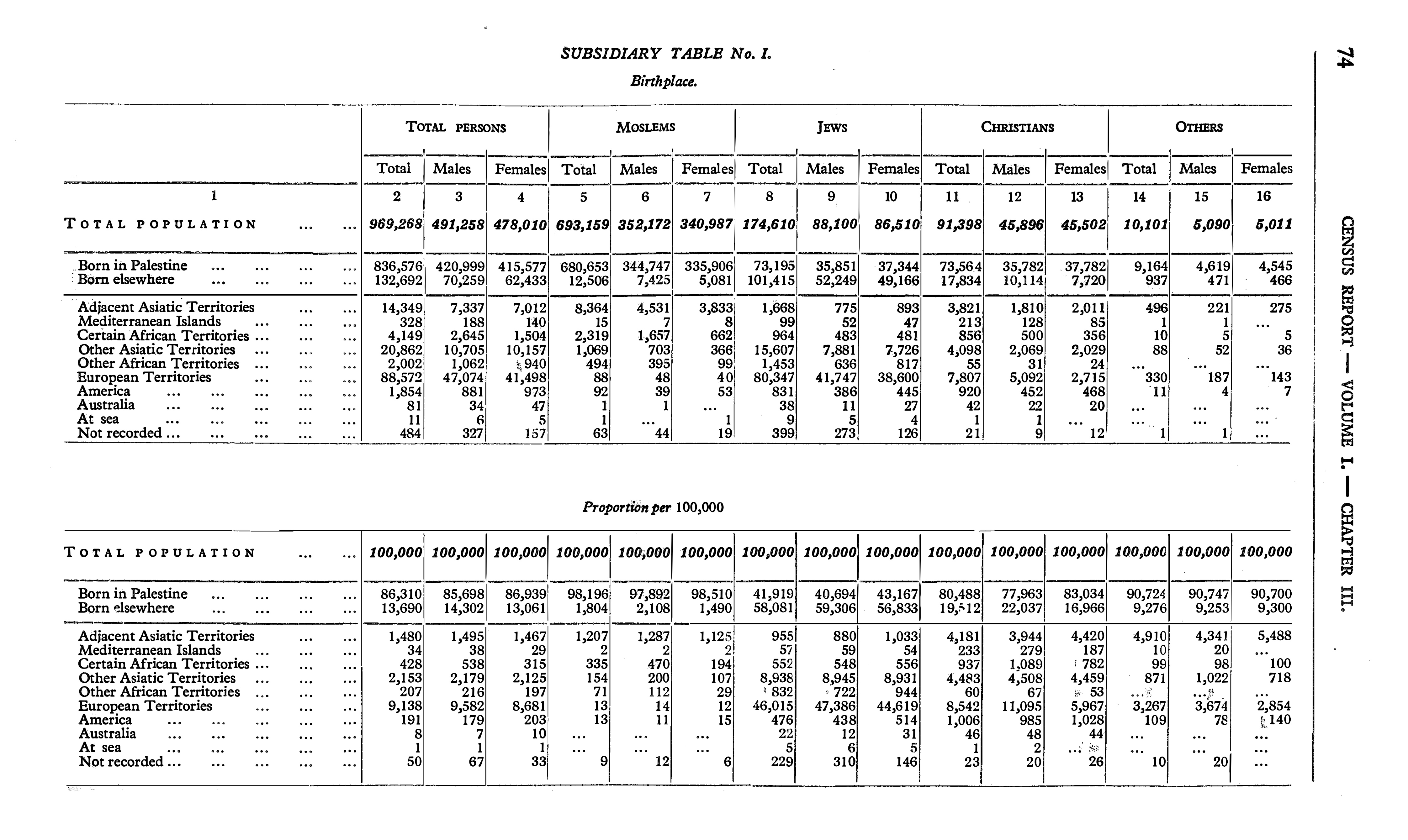
1931年巴勒斯坦人口普查中按出生地強制划分巴勒斯坦人口。根据普查，當地98%的穆斯林、80%的基督徒和42%的犹太人就出生在巴勒斯坦。

#### 支持自然增長說的研究
根据以色列猶太事務局1947年的统计数据，德博拉·伯恩斯坦（Deborah Bernstein）估计，在1914年至1945年期间，巴勒斯坦阿拉伯人口增长的77%是由于自然增长，而23%是由于移民，主要来自黎巴嫩、叙利亚、外约旦和埃及等所有与巴勒斯坦接壤的国家。 
根据贾斯汀·麦卡锡（Justin McCarthy）的说法，他认为没有大量阿拉伯移民进入法定的（mandatory）巴勒斯坦：
从对三个巴勒斯坦桑贾克穆斯林人口增长率的分析，可以肯定地说，1870年代以后的穆斯林移民很少。如果有一大群穆斯林移民，他们的人数会导致人口异常增加，这会出现在从一个登记名单到另一个登记名单的计算增长率中。......这种增加很容易被注意到；這樣的狀況並不存在。 ......因此，关于移民以某种方式占了巴勒斯坦阿拉伯人的很大一部分的论点在统计上站不住脚。 1947年居住的绝大多数巴勒斯坦阿拉伯人是现代犹太移民开始之前居住在巴勒斯坦的阿拉伯人的子女。没有理由相信他们不是在巴勒斯坦生活了几个世纪的阿拉伯人的後裔。 
麦卡锡推論，由于经济条件好转，阿拉伯人没有大量遷移到犹太地区：
巴勒斯坦的一些地区确实经历了比其他地区更大的人口增长，但对此的解释很简单。当时整个地中海盆地都在发生根本性的经济变革。交通的改善、商业活动的增加和工业的发展增加了城市，尤其是沿海城市的就业机会。......不仅在巴勒斯坦，整个东地中海都发生了人口差异增长。......穆斯林人口的增加与犹太移民几乎没有关系。事实上，犹太人口增长最快的省（每年35%）耶路撒冷 桑賈克（Sanjak）是穆斯林人口增长率最低的省（9%）。 
根据罗伯托·巴奇 (Roberto Bachi，1949年以来以色列统计研究所所长) 的说法，在1922年至1945年之间，有40,000至42,000名阿拉伯人移民到巴勒斯坦，不包括在1920年代进行國界调整后纳入的9,700人。根据这些数字，包括因边界变化产生的净值，约瑟夫·梅尔泽（Joseph Melzer）计算出这20年阿拉伯人口的成長上限为8.5%，并以此解释巴勒斯坦的阿拉伯社群主要來自自然增長。 几份當時英国的整体评估報告支持此論點，
 
包含〈霍普辛普森调查〉（Hope Simpson Enquiry，1930）、

〈帕斯菲尔德白皮書〉（Passfield white paper，1930）、〈皮尔委员会报告〉（Peel Commission，1937）、和〈巴勒斯坦调查〉（1945）。

#### 可能被低估的移民
然而，霍普辛普森调查注意到確實有大量来自周边阿拉伯國家的非法移民，雖然皮尔委员会報告和巴勒斯坦调查声称移民在阿拉伯人口的增长中只发挥了次要作用。1931年的巴勒斯坦人口普查考虑了自1922年上次人口普查以来的非法移民问题。据估计，在此期间未记录的移民可能达到9,000名犹太人和4,000名阿拉伯人。人口普查还给出了1931年在巴勒斯坦以外地區出生的居民人口比例：穆斯林2%；基督徒20%；犹太人58%。1936年至1939年的阿拉伯移民（包含被捕、被驅逐的秘密移民）与同期的犹太移民的比較數據由亨利·劳伦斯(Henry Laurens) 提出：

1936-1939　巴勒斯坦地區移民
猶太人：69716人；
阿拉伯人：2267人
1937-1938　被驅逐的非法移民
猶太人：125人；
阿拉伯人：1704人 (et al.).

弗來德·Ｍ·戈瑟爾（Fred M. Gottheil）质疑麦卡锡对移民的估计。戈瑟爾说麦卡锡没有适当重视经济激励措施的重要性，而且麦卡锡引用罗伯托巴奇（Roberto Bachi）的估计作为结论性数字，而不是基于检测到的非法移民的下限。伊扎克·加尔诺（Itzhak Galnoor）認為，尽管当地阿拉伯社区的大部分增长是自然增长的结果，但還是可以推測（未證明）1922年至1948年间约有10万阿拉伯人移民到巴勒斯坦。

在1974年的一项研究中，人口统计学家罗伯托·巴奇（Roberto Bachi）估计，每年发现約900名穆斯林是非法移民，但沒有驱逐出境，无法估计未被发现的非法移民或最终被驅逐的人的比例。 此外，他還注意到穆斯林人口確實在1922年至1931年之间出现了无法解释的增长，并且建議尽管只是“纯粹的猜测”，但未记录的移民（使用 1931人口普查报告估计）和1922年人口普查中未紀錄的人口確實被低估。 在注意到早期数据的不确定性的同时，巴奇还观察到，19世纪穆斯林的人口增长以世界标准来看似乎很高：
“[B]在1800年和1914年之间，穆斯林人口的年平均增长率约为千分之六~千分之七。这可以与1800年至1910年间世界低度開發國家（亚洲、非洲和拉丁美洲）的大约千分之四的非常粗略估计相比较。穆斯林人口增长的某些部分可能是由于移民。然而，这种温和增长的主要决定因素似乎是某种自然人口增长的开始。” 

#### 人口拉力的推論
蓋德·G·吉巴爾（Gad Gilbar）推論，在第一次世界大战前的45-50年间，巴勒斯坦的繁荣是其经济现代化和成长的结果，因为它与世界经济，特别是与欧洲经济的融合。尽管成长的原因对巴勒斯坦来说是外部因素（exogenous），但帶來的人不是犹太移民、外国干预或奥斯曼改革的浪潮，而主要是來自当地的阿拉伯穆斯林和基督徒。根據马丁吉尔伯特（Martin Gilbert）的著作，1919年至1939年间，有50,000名阿拉伯人從鄰近地區移民到巴勒斯坦托管地，他認為這是因為受到改善的农业条件和不断增加的就业机会吸引，其中大部分是由犹太人创造的。

#### 爭論
約書亞·波拉（Yehoshua Porath）认为“阿拉伯人从邻国大规模移民”的概念是「犹太复国主义作家提出的神话」：
正如历史学家法里斯．阿布杜爾．拉希姆（Fares Abdul Rahim）和现代巴勒斯坦地理学家的所有研究表明的那样，阿拉伯人口在 19 世纪中叶再次开始增长。这种增长源于一个新因素：人口革命。直到1850年代，人口都没有“自然”增长，但是当奥斯曼当局和外国基督教传教士引入现代医疗并建立现代医院时，这种情况开始发生变化。出生人数保持稳定，但婴儿死亡率下降，这是阿拉伯人口增长的主要原因。......没有人会怀疑一些移民工人从叙利亚和外约旦来到巴勒斯坦并在那里留下，但必须补充一点，也有相反方向的迁移。例如，希伯伦一直有到开罗学习和工作的传统，自15世纪以来，一直有一个永久的希伯伦人社区在开罗生活。外約旦酋長國向巴勒斯坦输出非熟练临时工，但在1948年之前，它（對外招收）公务员吸引了许多没有在巴勒斯坦找到工作的受过教育的巴勒斯坦阿拉伯人。从人口统计学的角度来看，与决定性的自然增長因素相比，这两种人口流动都无关紧要。 
丹尼爾·派普斯承认從前過於草率地使用统计数据，忽略了不方便計算的因素。尽管如此，他解释说：
彼得斯小姐的中心论点是，阿拉伯人在20世纪上半葉大量移民到巴勒斯坦。她用一系列人口统计数据和当代账户支持这一论点，其中大部分都没有受到任何评论家的质疑，包括波拉本人。
波拉回复了一系列人口统计数据以支持他的立场。他还写道，彼得斯的人口统计数据令人费解：
……在她的正文或方法论附录（V和VI）中，彼得斯小姐沒有在任何地方费心向她的读者解释她是如何将鄂圖曼或库内特（Cuinet）的人口劃分成比分区更小的单位。据我所知，鄂圖曼巴勒斯坦地区從未公布過小于分区單位的数據，因此我（同樣）无法否定夫人的结论。（然而）彼得斯的数字充其量只是基于猜测和极端倾向性的猜测。 

## 现代
截至2014年，以色列和巴勒斯坦政府在約旦以西地區（包括以色列和巴勒斯坦領土）統計的猶太人和阿拉伯人總數差不多，表明這兩個人口大致相當。巴勒斯坦統計數據估計該地區有610萬巴勒斯坦人，而以色列中央統計局估計有620萬猶太人在以色列政權底下生活。據以色列國防軍（IDF）估計，加沙有170萬、西岸有280萬巴勒斯坦人，而以色列本土有170萬阿拉伯公民。根據以色列中央統計局的數據，截至2006年5月，在以色列700萬人口中，77%是猶太人，18.5%是阿拉伯人，4.3%是其他種族。在猶太人中，68%是＂Sabras＂（在以色列出生的猶太人），主要是第二代或第三代以色列人，其餘是＂olim＂（在外國出生的猶太人）–22%來自歐洲和美洲，10%來自亞洲和非洲，包括阿拉伯國家。
根据以色列和巴勒斯坦的估计，以色列和巴勒斯坦领土的人口有610萬到620万巴勒斯坦人和610万犹太人。塞爾吉奧·德拉·佩爾戈拉（Sergio DellaPergola）称，如果减去在以色列工作的外籍勞工和非犹太俄罗斯移民，犹太人在當地已经屬於少数。德拉·佩爾戈拉计算出，截至2014年1月，巴勒斯坦人口为570万，而“核心犹太人口”（core Jewish population）为610万。 
巴勒斯坦政府的统计数字受到一些以色列右翼智囊团和非人口统计学家的质疑，例如约拉姆·埃廷格（Yoram Ettinger），他们声称巴勒斯坦方通过重复计算和计算居住在国外的巴勒斯坦人来高估巴勒斯坦人的人数。阿農·索佛（Arnon Soffer）、伊恩·路斯蒂克（Ian Lustick）和德拉·佩爾戈拉都驳回了重复计算的论点，后者认为埃廷格的統計是“妄想”或因忽略两个人口之间的出生率差异而被操纵（每个犹太母亲3个孩子對比一般巴勒斯坦人為3.4，加沙地帶为 4.1）。德拉·佩爾戈拉同時認為該數據的確有计算在国外的巴勒斯坦人，所以巴勒斯坦的统计数据與實際差異大约有38萬人。 

### 以色列政權的人口统计
以色列中央统计局于2019年进行了最新的以色列人口普查，包括东耶路撒冷和C區，不包括加沙地带以及約旦河西岸地區的巴勒斯坦領土。它还包括西岸的所有以色列定居点以及被占领的叙利亚领土戈蘭高地。根据本次人口普查，2019年总人口为9,140,473人。 以色列人口由7,221,442名“犹太人與其他種族”和1,919,031名阿拉伯人組成。阿拉伯人几乎全部是巴勒斯坦人，其中戈蘭分區的26,261人是叙利亚人，主要是德鲁兹教徒，还有少数阿拉维派信徒。人口还包括以色列的德鲁兹人社群（即不是叙利亚的德鲁兹人），他们通常自称为以色列人，并且是唯一在以色列国防军中强制服兵役的阿拉伯语社群。
| Ethnic makeup of the State of Israel (2019) | Ethnic makeup of the State of Israel (2019) | Ethnic makeup of the State of Israel (2019) | Ethnic makeup of the State of Israel (2019) | Ethnic makeup of the State of Israel (2019) |
| ------------------------------------------- | ------------------------------------------- | ------------------------------------------- | ------------------------------------------- | ------------------------------------------- |
| Ethnic group                                | Ethnic group                                |                                             | percent                                     | percent                                     |
| Jews and others                             | Jews and others                             |                                             | 79%                                         | 79%                                         |
| Arabs                                       | Arabs                                       |                                             | 21%                                         | 21%                                         |

### 巴勒斯坦政權的人口统计
巴勒斯坦中央统计局于2017年进行了最新的巴勒斯坦人口普查，涵盖加沙地带和西岸，包括东耶路撒冷（包含以色列定居點），不包括西岸的以色列定居点。人口普查不區分任何种族或宗教。然而，可以合理地假设，几乎所有被计算在内的人都是巴勒斯坦阿拉伯人。根据这次人口普查，巴勒斯坦领土的总人口为4,780,978人。 西岸有2,881,687人，而加沙地带有1,899,291人。

### 综合人口统计
2019年，包括被占领的戈兰高地在内的历史悠久的巴勒斯坦领土的总人口为14,121,893。这是基于对以色列、西岸和加沙地带13,868,091人口的估计，假设巴勒斯坦领土的增长率为2.5%（世界银行估计）。 由于在两次人口普查中都计算了东耶路撒冷的巴勒斯坦阿拉伯人口，因此选择了以色列中央统计局提供的更近、更準確的數字 （东耶路撒冷在以色列的管辖范围内，巴勒斯坦中央统计局无法进入该领土，因此其计数不太可靠。 )
| Ethnic makeup of Historic Palestine (2019) (Including occupied Syrian Golan) | Ethnic makeup of Historic Palestine (2019) (Including occupied Syrian Golan) | Ethnic makeup of Historic Palestine (2019) (Including occupied Syrian Golan) | Ethnic makeup of Historic Palestine (2019) (Including occupied Syrian Golan) | Ethnic makeup of Historic Palestine (2019) (Including occupied Syrian Golan) |
| ---------------------------------------------------------------------------- | ---------------------------------------------------------------------------- | ---------------------------------------------------------------------------- | ---------------------------------------------------------------------------- | ---------------------------------------------------------------------------- |
| Ethnic group                                                                 | Ethnic group                                                                 |                                                                              | percent                                                                      | percent                                                                      |
| Jews and others                                                              | Jews and others                                                              |                                                                              | 52.1%                                                                        | 52.1%                                                                        |
| Arabs (Palestinian and Syrians)                                              | Arabs (Palestinian and Syrians)                                              |                                                                              | 47.9%                                                                        | 47.9%                                                                        |